# Tantilla semicincta
Tantilla semicincta (кільчаста багатоніжкова змія) — вид змій родини полозових (Colubridae). Мешкає в Колумбії і Венесуелі.

## Поширення і екологія
Кільчасті багатоніжкові змії мешкають на карибському узбережжі Колумбії, від Сукре до основи півострова Гуахіра, в долині між гірським масивом Сьєрра-Невада-де-Санта-Марта і горами Сьєрра-де-Періха, в самих горах Сьєрра-де-Періха на кордоні Колумбії і Венесуели, а також в сухих долинах Східнього хребта Колумбійських Анд. Вони живуть в сухих тропічних лісах і чагарникових заростях, трапляються на полях, пасовищах, на плантаціях і в садах. Зустрічаються на висоті до 950 м над рівнем моря.